# Litodonta fusca
Litodonta fusca är en fjärilsart som beskrevs av Harvey 1876. Litodonta fusca ingår i släktet Litodonta och familjen tandspinnare. Inga underarter finns listade i Catalogue of Life.